# Rajd Jamesona
Rajd Jamesona (af. Jameson-inval, ang. Jameson Raid) – rajd zbrojny zorganizowany w dniach 29 grudnia 1895 – 2 stycznia 1896 roku przez Leandera Starra Jamesona i podległych mu policjantów z Rodezji i Beczuany przeciwko Republice Południowoafrykańskiej.
Celem rajdu było wywołanie powstania zbrojnego brytyjskich robotników (zwanych jako Uitlanders) przeciwko rządowi Transwalu, a następnie poproszenie na pomoc armii brytyjskiej. Brytyjscy robotnicy zaczęli przybywać do Transwalu po odkryciu tam złóż złota i diamentów. Miejscowi Brytyjczycy niechętni rządowi w Pretorii byli nazywani przez władze Przylądka konspiratorami z Johannesburga.
Rajd zakończył się pojmaniem ludzi Jamesona przez Burów i przekazaniu ich brytyjskim władzom Kolonii Przylądkowej. Rajd, jakkolwiek był zwycięstwem Burów i kompletną kompromitacją inicjatorów Rajdu – w tym głównych jego organizatorów: premiera Kolonii Przylądkowej Cecila Rhodesa oraz Alfreda Beita – stał się preludium do wybuchu II wojny burskiej oraz drugiej wojny z Matabele. Zapoczątkował też koniec kariery politycznej Rhodesa i jego wielkich planów imperialnych.